# Suzanne Svensson
Eva Suzanne Svensson, född 6 mars 1958 i Karlshamn, är en svensk politiker (socialdemokrat). Hon var ordinarie riksdagsledamot 2010–2018 (även tjänstgörande ersättare 2022), invald för Blekinge läns valkrets.
I riksdagen var Svensson ledamot i trafikutskottet 2011–2018 och ledamot i Nordiska rådets svenska delegation 2015–2018. Hon var även suppleant i EU-nämnden, konstitutionsutskottet, miljö- och jordbruksutskottet, trafikutskottet och Nordiska rådets svenska delegation. Under perioden som tjänstgörande ersättare 2022 var hon extra suppleant i miljö- och jordbruksutskottet.